# Municipio de Rosedale (condado de Hanson)
El municipio de Rosedale (en inglés: Rosedale Township) es un municipio ubicado en el condado de Hanson en el estado estadounidense de Dakota del Sur. En el año 2010 tenía una población de 394 habitantes y una densidad poblacional de 4,21 personas por km².

## Geografía
El municipio de Rosedale se encuentra ubicado en las coordenadas 43°37′46″N 97°54′38″O / 43.62944, -97.91056. Según la Oficina del Censo de los Estados Unidos, el municipio tiene una superficie total de 93.5 km², de la cual 93,22 km² corresponden a tierra firme y (0,3 %) 0,28 km² es agua.

## Demografía
Según el censo de 2010, había 394 personas residiendo en el municipio de Rosedale. La densidad de población era de 4,21 hab./km². De los 394 habitantes, el municipio de Rosedale estaba compuesto por el 99,75 % blancos, el 0,25 % eran de otras razas. Del total de la población el 0,25 % eran hispanos o latinos de cualquier raza.